# Crimen organizado en Pakistán
El crimen organizado en Pakistán se refiere a las actividades de grupos del crimen organizado en Pakistán. La mafia paquistaní está extendida en muchos países. Los grupos mafiosos paquistaníes tienen en su mayoría una base étnica. La mafia paquistaní está involucrada en el tráfico de drogas, asesinatos, acaparamiento de tierras, contrabando de armas y otras actividades ilegales.[cita requerida]
Un informe del Congreso estadounidense afirma que el tercer fugitivo más buscado del mundo, Dawood Ibrahim, del crimen organizado en la India, la " Compañía D", tiene una 'alianza estratégica' con el ISI de Pakistán. Desde que empezó a esconderse, con frecuencia se ha rastreado su ubicación hasta Karachi, Pakistán, afirmación que las autoridades paquistaníes han negado.
Otros gánsteres conocidos de Pakistán son Rehman Dakait, del Comité Popular Aman. Pakistán también alberga grandes cárteles de la droga que exportan heroína creada en Afganistán. Afganistán es el mayor productor de heroína (ver Producción de opio en Afganistán), pero debido a que no existen conexiones con aguas internacionales, la mayor parte de su producto se exporta a través de Pakistán a varias regiones como Medio Oriente, Europa y Australia.
La pandilla de Chotu era una banda que se dedicaba al secuestro, asesinato, contrabando, tráfico de armas y robos en las carreteras . dirigido por Ghulam Rasool, alias "Chotu". La pandilla tenía su base en el área de Kacha, de Rajanpur. La banda también era conocida por secuestrar a personas de Karachi, Baluchistán y el distrito de Rahim Yar Khan. La policía de Punjab llevó a cabo múltiples operaciones fallidas contra ellos. La panda utilizó armas ligeras y pesadas adquiridas en Afganistán, incluidas ametralladoras ligeras, ametralladoras pesadas y un cañón antiaéreo. En abril, el ejército de Pakistán lanzó una operación denominada Zarb-e-Ahan contra la pandilla Chotu. Recursos dijo que anteriormente cuatro operaciones lanzadas contra la pandilla Chotu tuvieron éxito a pequeña escala. Los gánsteres opusieron una feroz resistencia y dispararon indiscriminadamente contra los agentes de la ley, matando a 7 y tomando 18 como rehenes, incluido el SHO. Los Rangers de Pakistán dispararon granadas de mortero para detener cualquier avance de la banda Chhotu, que utilizaba a 24 policías capturados como escudos humanos. Después de la participación del ejército como refuerzo, la policía logró matar a 54 ladrones, logrando que la pandilla se rindiera, lo que llevó al arresto de ellos y de su líder. Los agentes de policía que anteriormente habían sido tomados como rehenes fueron liberados posteriormente por la banda tras su rendición. 
Las pandillas paquistaníes activas en el Reino Unido, así como en varios países escandinavos en menor medida, se parecen más a grupos de crimen estrictamente organizado. Los grupos criminales organizados paquistaníes con sede en Gran Bretaña son conocidos principalmente por el tráfico de drogas (principalmente heroína ), el tráfico de armas y otras actividades delictivas.